# Plateelbakkerij Ram
N.V. Plateelbakkerij Ram was een plateelbakkerij in Arnhem. De bakkerij werd in 1921 opgericht en werd in 1969 definitief gesloten.

## Geschiedenis
Plateelbakkerij Ram werd opgericht met steun van een aantal directeuren van Nederlandse musea en van vooraanstaande kunstenaars zoals J. Th. Toorop,  W. A. van Konijnenburg, prof. Richard Roland Holst, Carel Adolph Lion Cachet, F. J. van Mansveld, H. van Lerven. Leendert Anthonie Iseger werkte o.a. bij de plateelbakkerijen Rozenburg, Brantjes en Haga en Plazuid, hij kende Colenbrander uit zijn tijd bij Rozenburg en Plazuid. Hij was een groot bewonderaar van Colenbrander en streefde met anderen naar de oprichting van een nieuwe fabriek, exclusief voor het vervaardigen van de Colenbrander ontwerpen. Hij vond de kunsthandelaar en plateelschilder Henri van Lerven (Den Haag, 28 februari 1875 - Arnhem, 17 januari 1954), de bankier Charles Engelberts (31 oktober 1881 - 10 juni 1954) en de vermogende broer en zus de Visser bereid om de zaak te financieren. Op april 1921 overleed Iseger, zijn naam werd nog vermeld in de verlening van de vergunning, zijn zwager Piet van Lingen werkte in de beginperiode in zijn plaats mee bij de opstart. Het doel van het bedrijf werd geformuleerd als: het tot ontwikkeling brengen van een nieuwe Nederlandsche kunstaardewerknijverheid, gegrondvest op de principes en 
vindingen van T.A.C. (Theodoor) Colenbrander (31 oktober 1841 - 28 mei 1930). De fabriek en het atelier werden gevestigd in een kleine fabriek aan de Schaapsdrift 62 in Arnhem waar ook een Stoom- Wasch- en Strijkinrichting was gevestigd en later een bakkerij.
De naam Ram was afkomstig van het sterrenbeeld Ram en werd bedacht door Theodoor Colenbrander. Hij dacht daarbij aan de schittering van het sterrenbeeld (overigens was geen van de drie oprichters geboren onder het sterrenbeeld Ram).
De kunstenaar zelf, op dat moment al ouder dan tachtig jaar, vervaardigde ongeveer zestig verschillende vormen, met meer dan zevenhonderd decors. Zijn inspiratie vormde vooral de flora: de plant- en bloemvormen werden teruggebracht tot kleurige, bijna groteske, organisch abstracte vormen op een crème ondergrond. Op advies van Colenbrander werd plateelschilder Willem van Ham (Gouda, 1894 - Deventer, 1984) aangetrokken, die ervaring had met het beschilderen van Colenbrander-aardewerk. Als enige van de plateelschilders had Van Ham veel contact met Colenbrander. Een groot aantal kleurrijke ontwerpen van Colenbrander werd door de Ram geproduceerd.
Op de loonlijst stonden slechts twee personen, een stoker en een schilder. De pottenbakkers die de vormen maakten en de plateelschilders die de decors aanbrachten werden per uur betaald. In die tijd voor de branche ongebruikelijk maar het zorgde ervoor dat de kwaliteit gehandhaafd kon worden en niet werd beïnvloed door de wens in korte tijd meer stukken af te leveren. In 1921 kwam Jan Branger als tweede plateelschilder in dienst. Hij ontwierp de ramskop zoals deze werd gebruikt voor het merk.
In 1924 zijn de heren H. van Lerven en M.J. Mansveld directeur van de NV met een aandeelkapitaal van 250.000 gulden verdeeld over 1000 aandelen van 250 gulden. In dat jaar werd ook bekendgemaakt dat het Colenbrander aardewerk voortaan exclusief op veilingen zal worden verkocht.
In 1925 bezit het bedrijf ook een pand aan de Amsterdamscheweg 208 in Arnhem waarvoor zij een vergunning tot uitbreiding indienden.
In 1925 behaalde het bedrijf  op de Exposition Internationale des Arts Décoratifs et Industriels modernes in Parijs' met het kaststel met decor Grot een gouden medaille. In hetzelfde jaar ontstond tussen de bejaarde Colenbrander en de Ram een meningsverschil over de productie. De fabriek moet, om het hoofd boven water te houden, naast het dure en exclusieve plateel met de ontwerpen van Colenbrander ook andere producten gaan maken. De productie wordt uitgebreid met ontwerpen van kunstenaars zoals Driekus (Hendrikus Jan) Jansen van Galen (plastieken), Jan Branger en Wim Harzing (Rijsenburg, 4 oktober 1898 – Zeist, 22 juni 1978). Colenbrander trekt zich in 1930 terug en overlijdt op 28 mei 1930 op 88-jarige leeftijd - op de begrafenis hield directeur van Lerven een korte lijkrede.
In 1930 trad Carel Adolph Lion Cachet in dienst, die voor die tijd bij De Distel in Amsterdam werkzaam was.
Het bedrijf ging in 1933 voor de eerste keer failliet. Op 30 juni 1935 werd Ram opnieuw failliet verklaard, het bedrijf werd echter voortgezet door de vennoten. De vestiging aan de Amsterdamscheweg wordt afgestoten, er vestigde zich een andere plateelfabriek (eigenaren P. Abele & O. Möller).
In 1939 worden nog twee 'jongens' gevraagd ter opleiding tot plateelschilder en ook in de daaropvolgende jaren tot 1949 werd via advertenties geregeld personeel gezocht. In 1940 wordt de vestiging aan de Amsterdamscheweg uitgeschreven uit het handelsregister, in 1941 werd het bedrijf (volop in bedrijf zijnde) in het Algemeen Handelsblad van 14 februari te koop aangeboden. Dit gebeurt in 1947 nogmaals.
In 1946 is er ook een pand aan de Amsterdamscheweg 48 in gebruik.
Na de Tweede Wereldoorlog werd Ram verkocht aan de Hoyingketen, met vanaf 1947 bankier C. Sonneveld als directeur. In de jaren 1960 waren er nog een tiental schilders in dienst; Herbertus Luppes is vanaf 1948 chef-schilder. Van 1957 tot 1968 werden door de Arnhemse  keramist/beeldhouwer Ru de Boer (Haarlem, 18 augustus 1920 - 24 augustus 2010) tegels voor Ram vervaardigd. In augustus 1969 werd het bedrijf definitief gesloten.

## Productieproces en verscheidenheid
De productie van het Colenbrander plateel richtte zich voornamelijk op de gegoede liefhebber, door de kostbare handmatige vervaardiging lag het prijspeil erg hoog. Om het sieraardewerk toch aan de man te brengen werd veel via veilingen (o.a. veilingbedrijf Frederik Muller & Co. en Mak, beide in Amsterdam) te koop aangeboden.
Colenbrander tekende zelf de patronen op een proefmodel van biscuit en kleurde daarna de vormen in met waterverf. Wim van Ham verzorgde het overbrengen van de patronen, door middel van stempels op de modellen, die in de fabriek door de plateelschilders met verf werden ingevuld vervolgens werden de producten voor de tweede keer gebakken.
Het Colenbrander aardewerk werd geglazuurd met emailverf om dekkend te kunnen werken. Een eerste aanleiding voor de verwijdering tussen Colenbrander en van Lerven was het gebruik van oxideverf dat voordeliger was in de verwerking. Tussen 1923 en 1924 werd deze goedkopere verf toegepast, in eerste instantie buiten medeweten van de kunstenaar, na een heftig protest zijnerzijds werd daarna weer overgegaan op het gebruik van emailverf.
Na 1925 werd vooral goedkoper serviesgoed en sieraardewerk gefabriceerd.

## Afbeeldingen

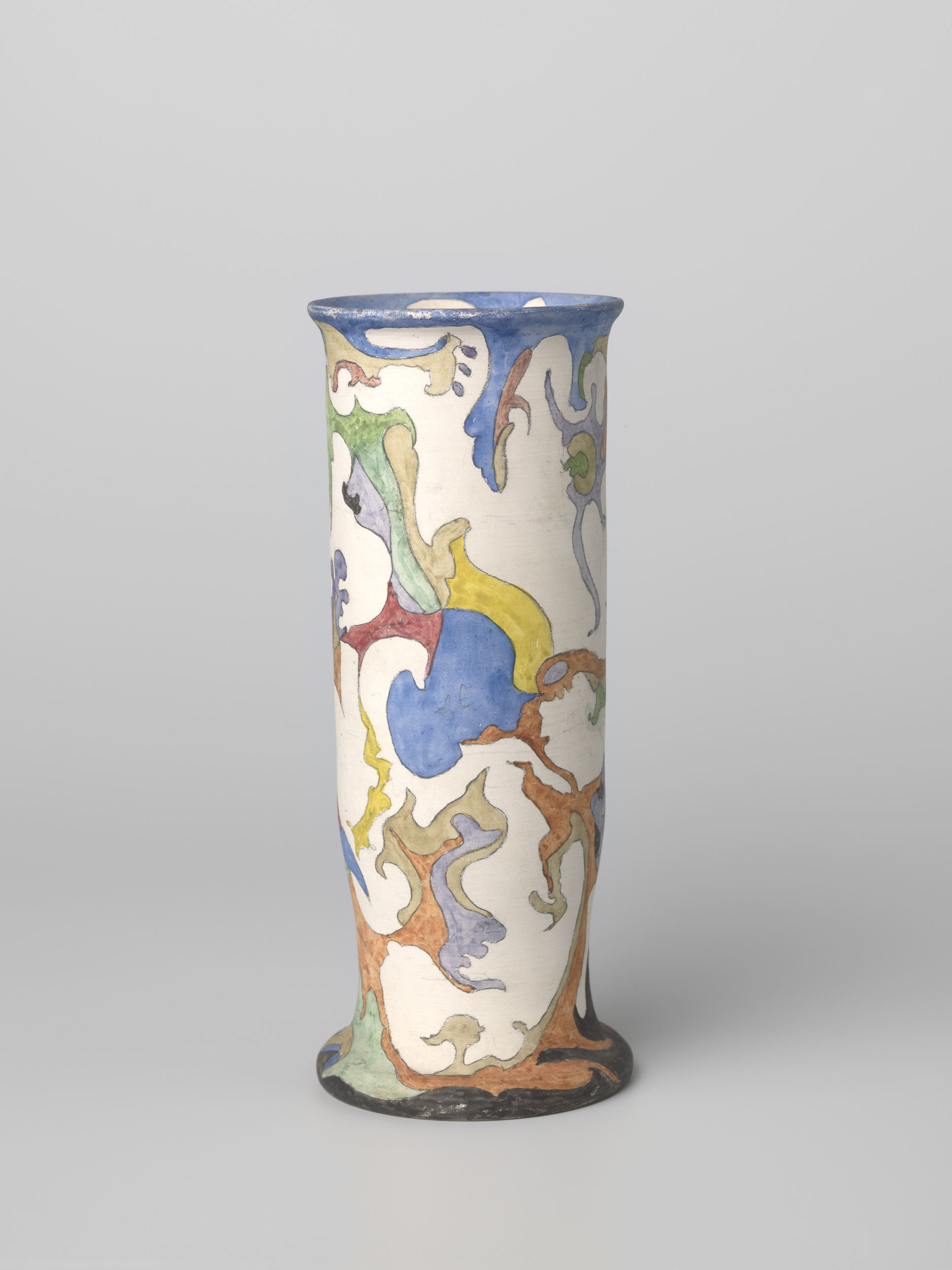
Vaas, Colenbrander, ca. 1920
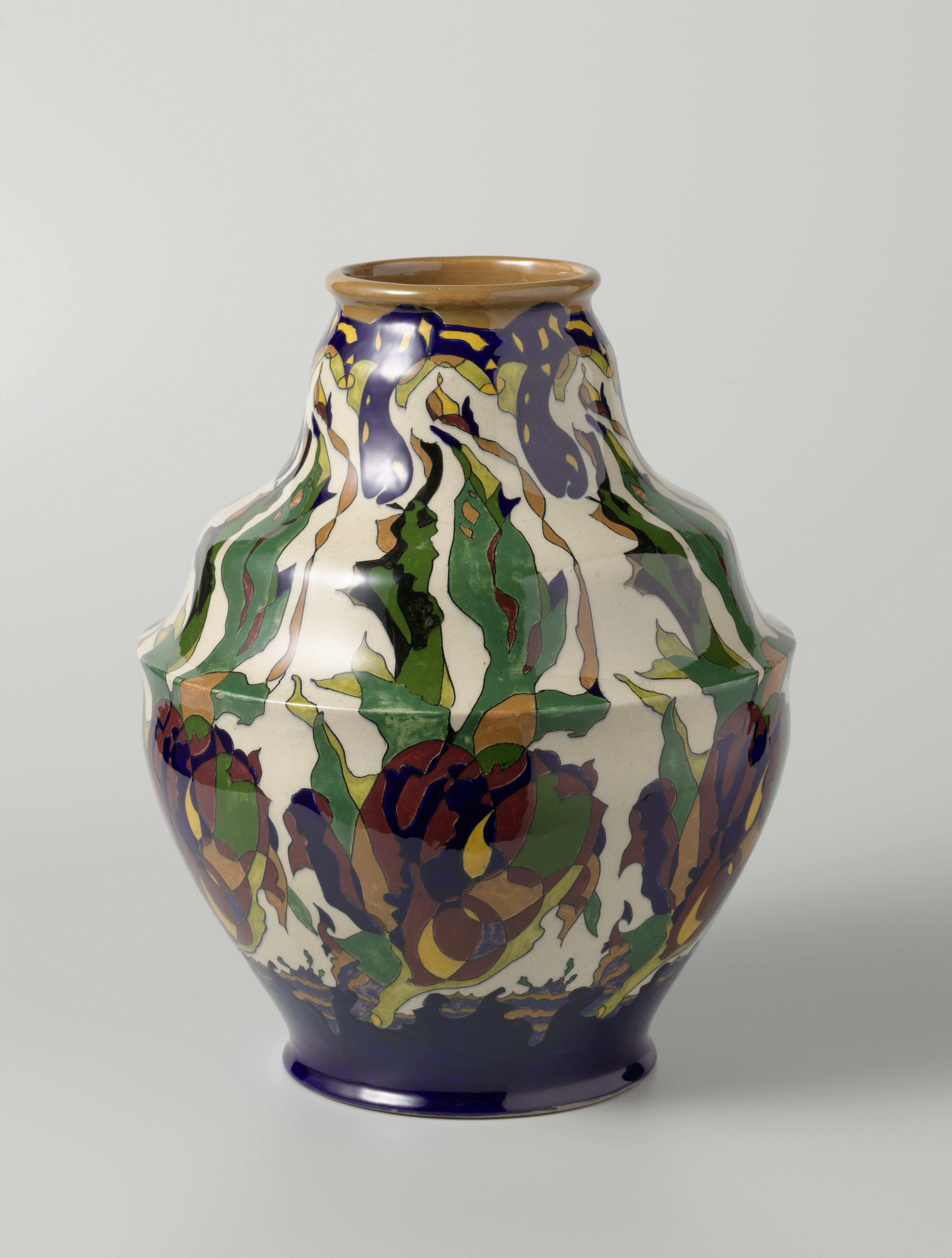
Vaas, Colenbrander, ca. 1922 Materiaal: aardewerk
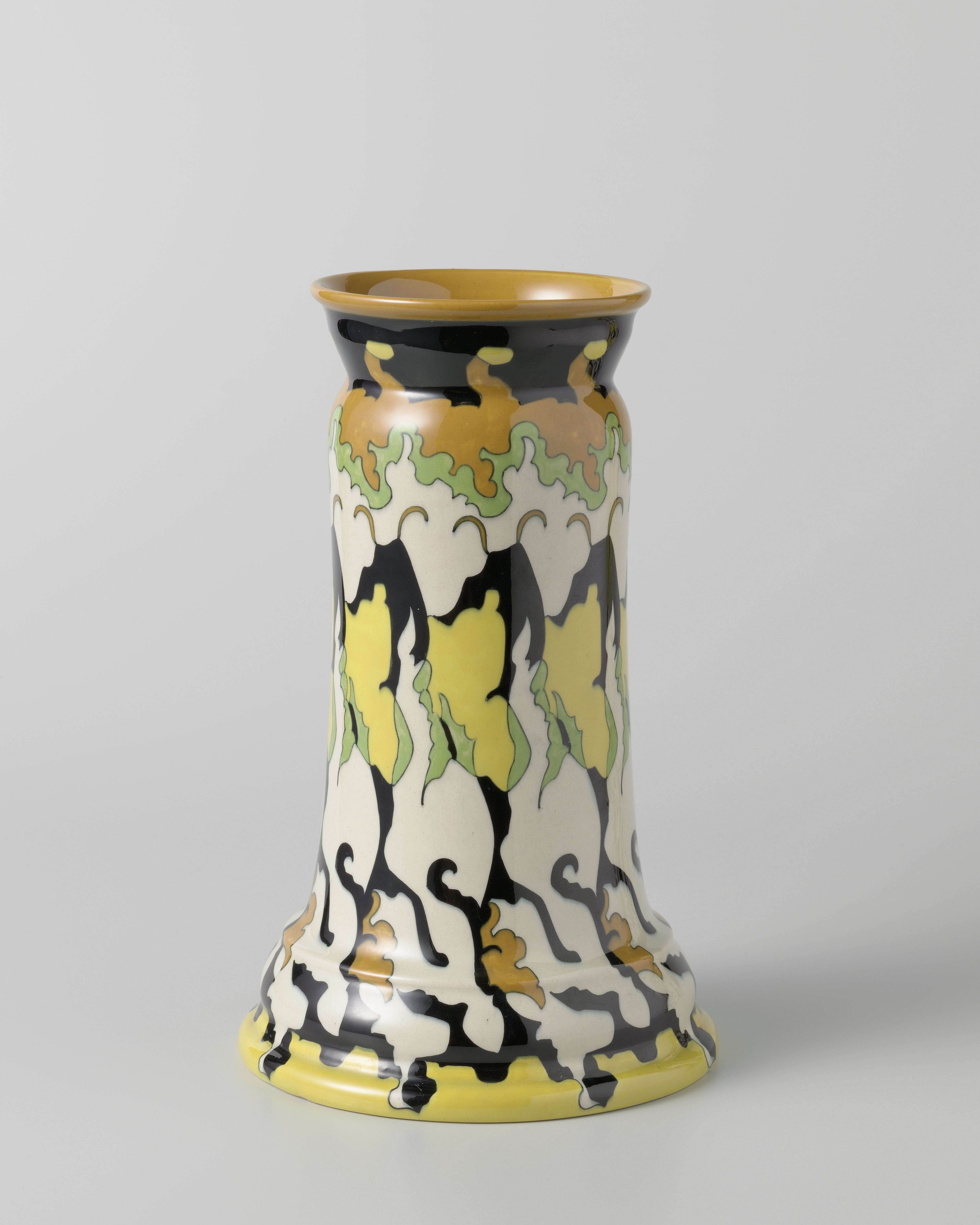
Twee vazen Vaas, konisch gevormd, met veelkleurig decor
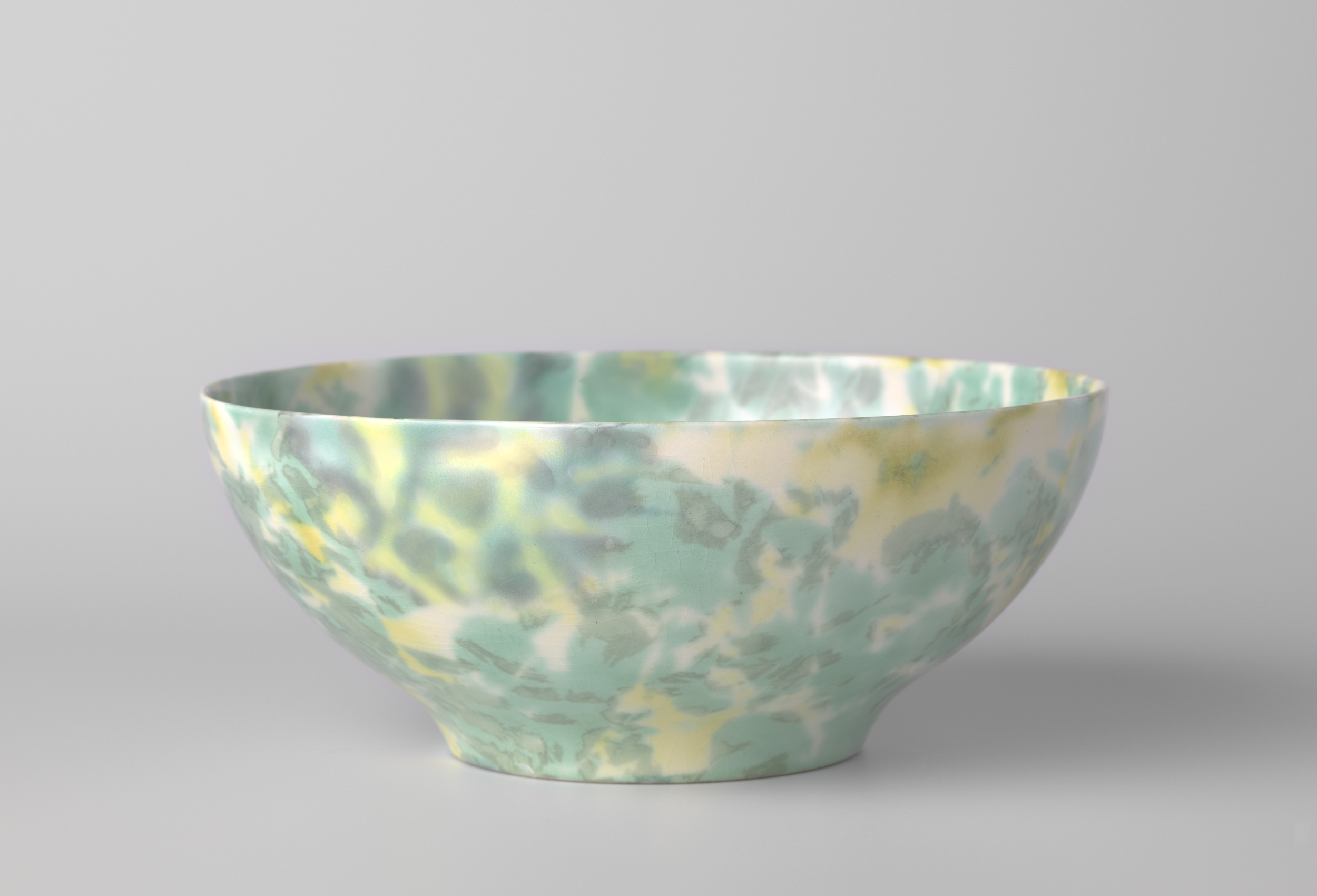
Spoelkom met gemarmerd decor
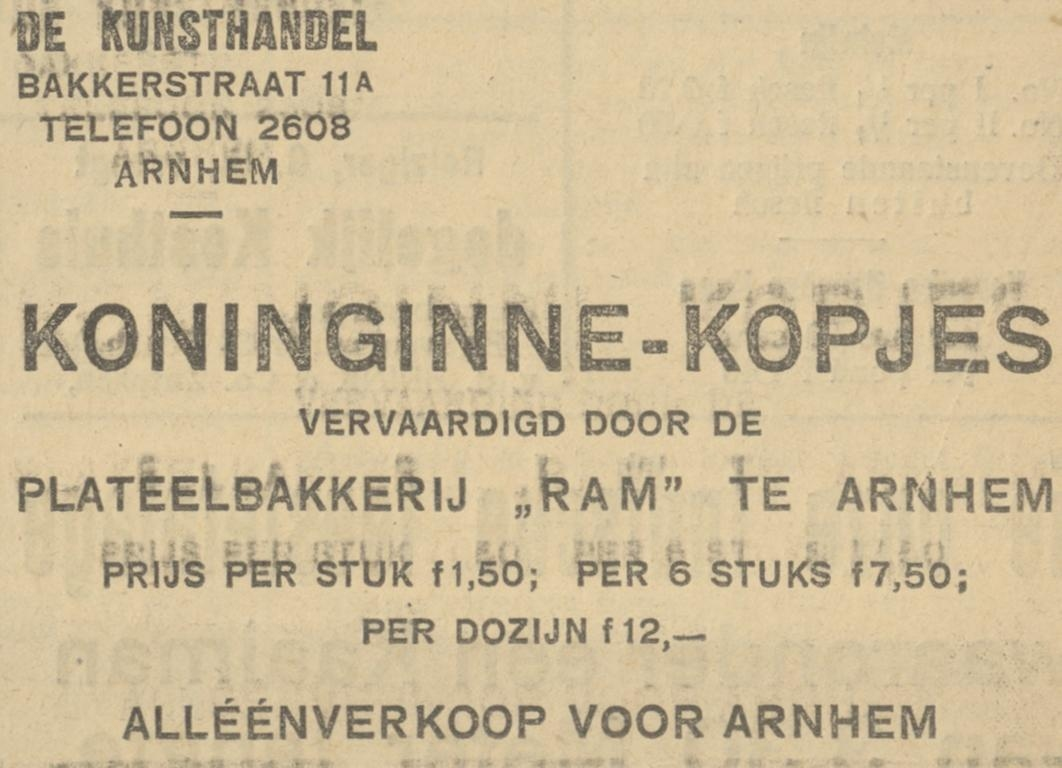
Ram, kopjes te koop, 17 06 1924
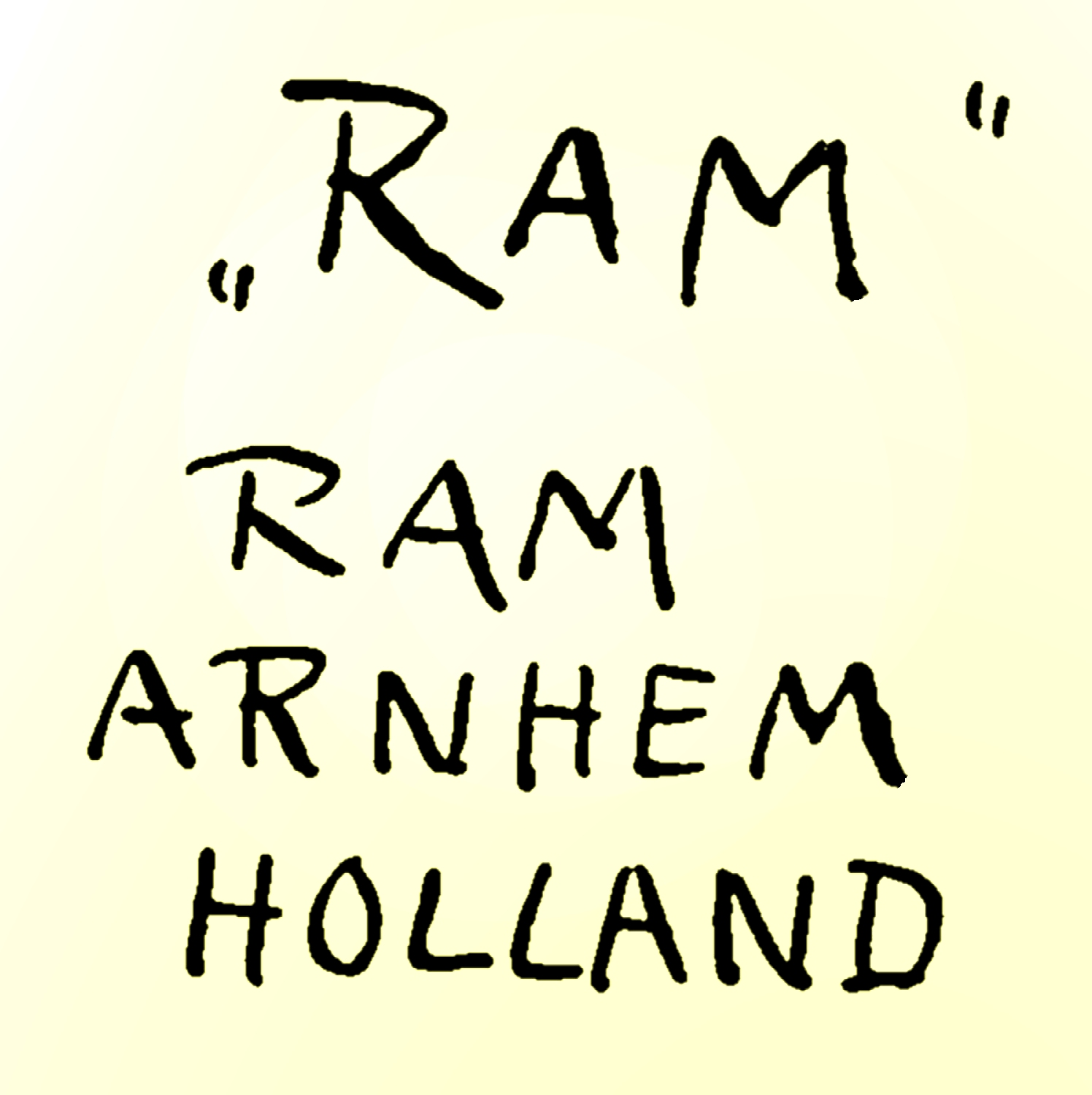
Ram, merk, 1922
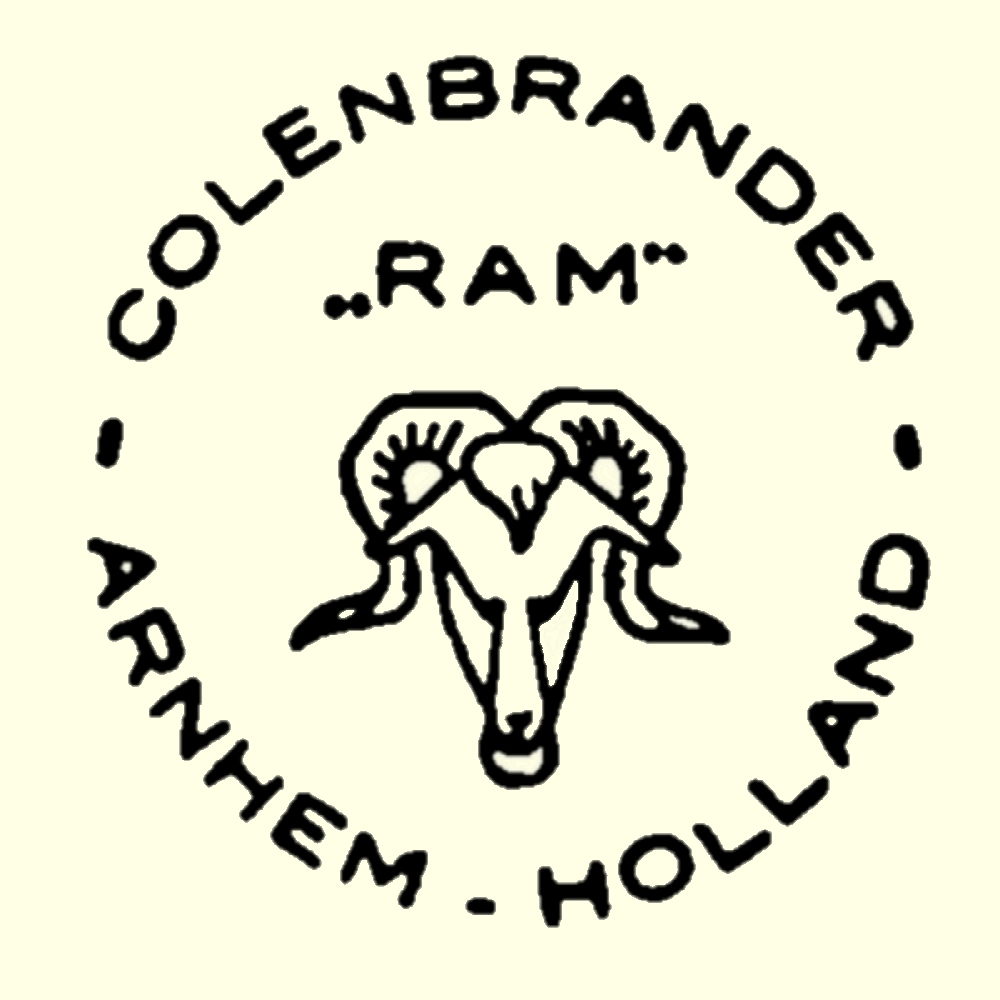
Ram, merk na juni 1923
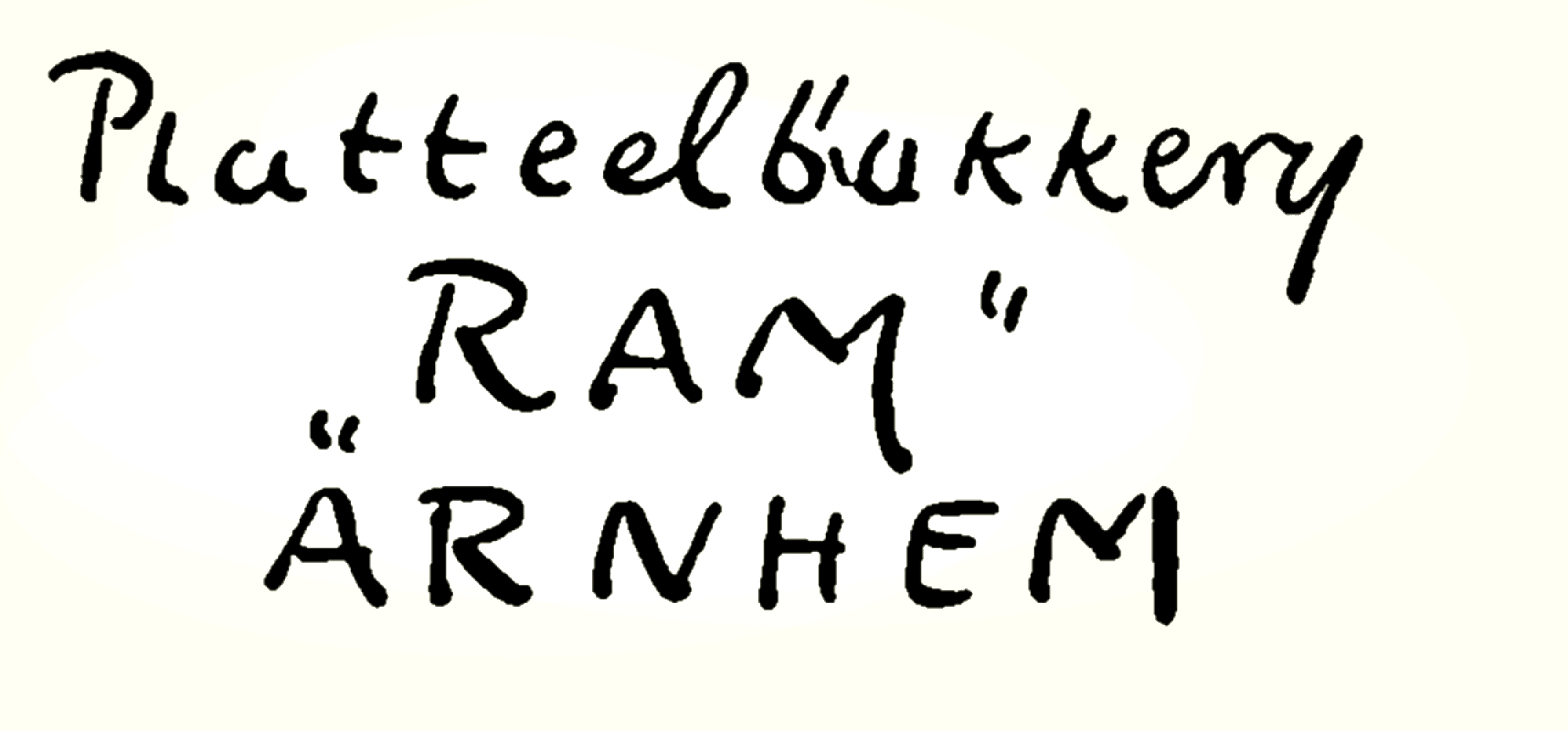
Ram merk 1923, met spelfout
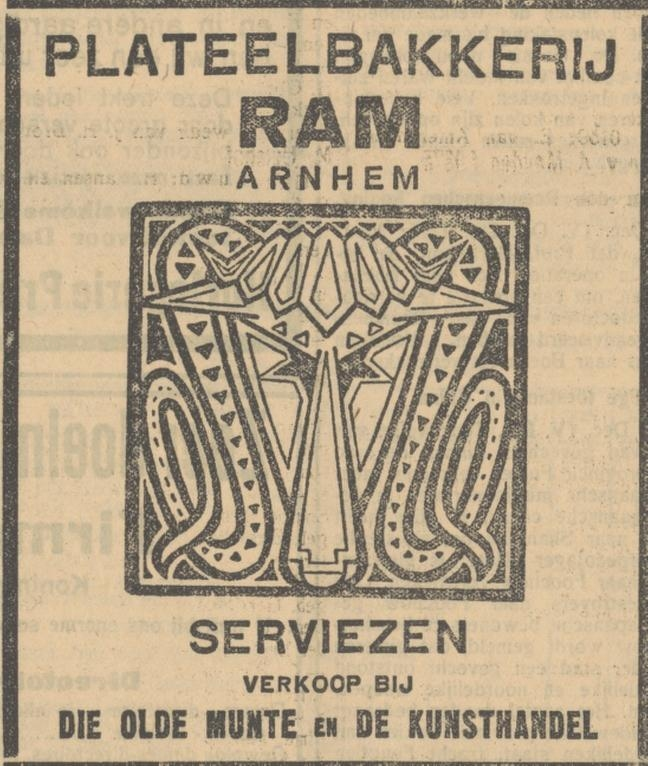
Ram, advertentie, 1926
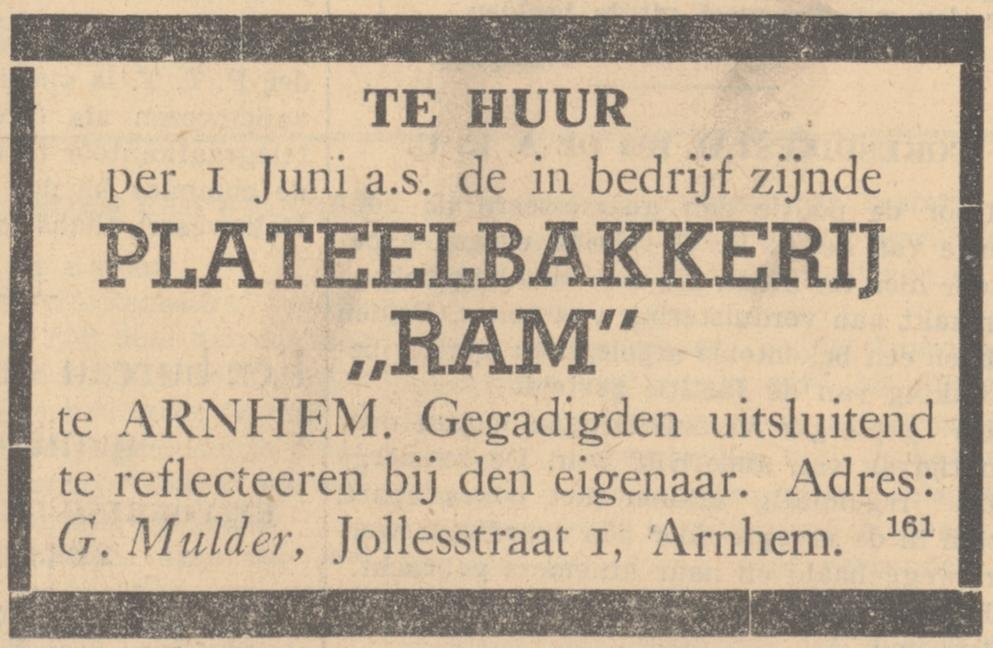
Ram, te huur, 1935
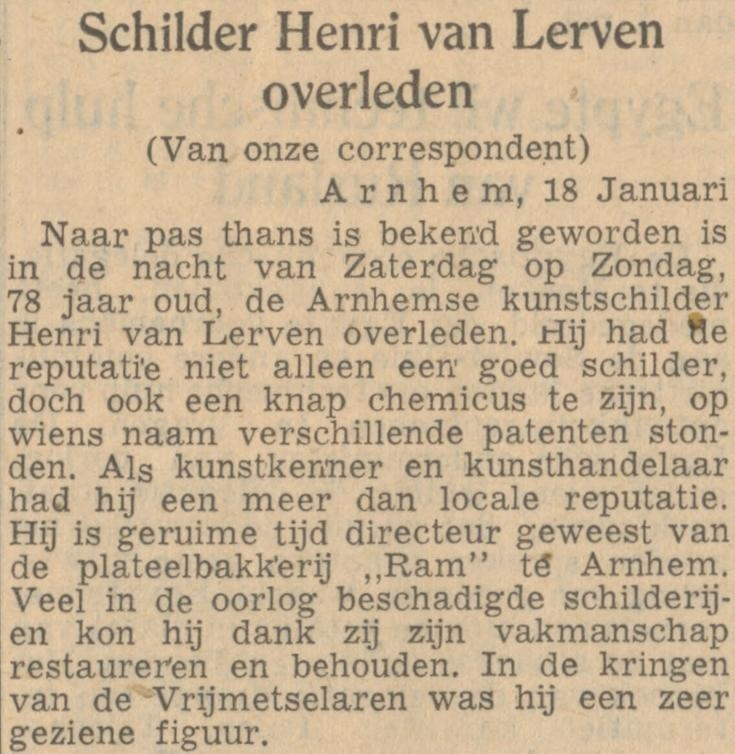
Ram, overlijden Lerven, 19 01 1954
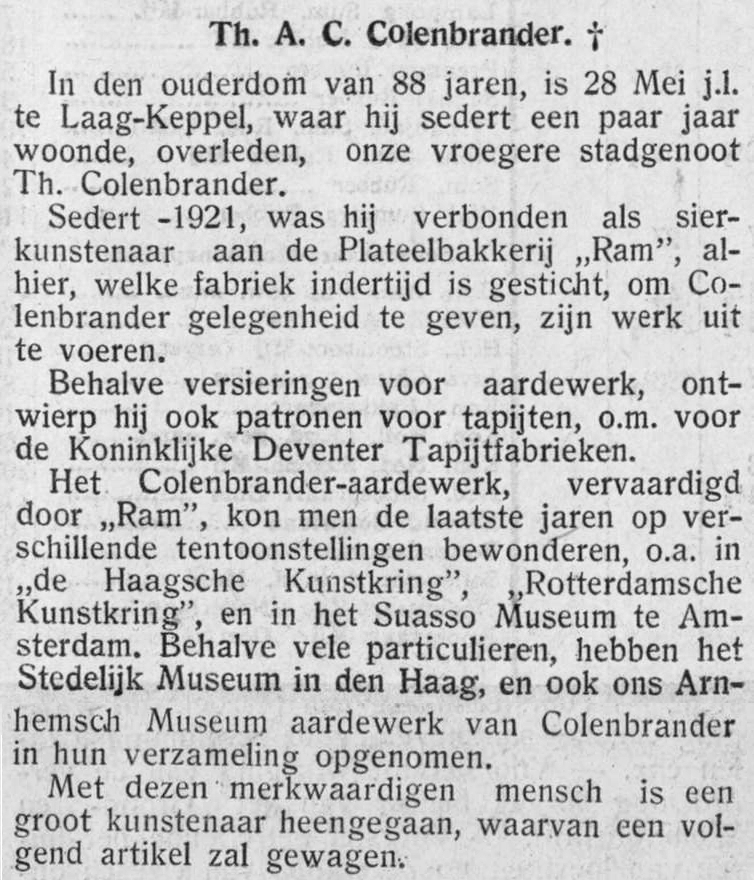
Ram, Overlijden Colenbrander, 31 05 1930

## Gebouwen
In totaal zijn er meerdere panden bekend waarin de plateelbakkerij gevestigd was, de voornaamste zijn: Schaapsdrift 62 van 16 mei 1921 tot 1969, Amsterdamsewg 208 van 1924 tot 1935 2e vestiging, Amsterdamseweg 48 van 1938 tot onbekenden datum. In de adresboeken worden vooral in de periode na 1935 nog meerdere adressen genoemd, meestal slechts gedurende enkele jaren (Amsterdamscheweg 202 ,en  206A).

### Pand Schaapsdrift 62
Het bedrijf werd gestart op 16 mei 1921 in het pand aan de Schaapsdrift 62, in de vergunning werden genoemd 2 moffelovens en motoren, de overige voorzieningen waren klaarblijkelijk al aanwezig. De moffelovens waren nodig om het email bij hoge temperatuur te kunnen branden zodat een dunne harde emaillaag kon worden gerealiseerd. Er was in ieder geval een stookmogelijkheid met een lage industriële schoorsteen, ten dienste van de Stoomwascherij die in 1914 toestemming kreeg voor het plaatsen van een stoommachine. Het gebouw was erg sober, er is bijvoorbeeld nooit een telefoonaansluiting geweest, het deel dat de door Ram werd gebruikt was 6 * 20 meter met twee verdiepingen. Het vaste personeel bestond uit een stoker en een schilder (per 30 mei) waarschijnlijk Willem van Ham, het overige personeel was niet in vaste dienst. Colenbrander woonde op allerlei adressen in Arnhem, afhankelijk van zijn financiële toestand in eenvoudige kamers of appartementen tot in hotels in rijkere dagen. Zijn ontwerpen tekende hij thuis of in een eigen atelier, hij kwam nauwelijks in het fabriekspand, bij een van zijn weinige bezoeken naar aanleiding van een geschil van mening over de gebruikte emailverf sloeg hij met zijn wandelstok een door hem gewraakt model aan diggels. Ook liet hij het uithangbord met de naam Colenbrander Aardewerk bij de fabriek verwijderen.
Na 1930 komt in adresboeken de vestiging aan de Schaapsdrift niet meer voor en is dan kennelijk afgestoten.

### Pand Amsterdamscheweg 208
De fabriek is 8 * 27 m, het gebouw staat haaks op de weg en ligt ongeveer 40 meter vanaf de weg, tegenwoordig is het gebouw opgenomen in het winkelcomplex aan de Amsterdamseweg 204 - 208. In dit pand was een vestiging van N.V. Delftsche Aardewerkfabriek "De Rijzende Hoop" gesticht door Adrianus Alblas, men vervaardigde er allerlei eenvoudige imitaties van bestaande ontwerpen (o.a. Jacoba inmaakpotten). Toen het bedrijf in 1922 failliet ging kwam een deel van het pand aan de Amsterdamscheweg te koop, het gebouw werd aangekocht in 1924 na het faillissement van de tweede eigenaar, de tabakshandelaar C. IJzelendoorn.
De aankoop van het pand was waarschijnlijk bedoeld om de productie van goedkoper aardewerk van andere ontwerpers te scheiden van de oorspronkelijke locatie. Het gebouw was in 1935, het jaar van het faillissement en het jaar waarin het pand werd afgestoten, ingedeeld in een ovenruimte met twee turfovens, kleiopslag en een glazuurwerkplaats op de begane grond. In het lage deel waren ook nog vertrekken voor outillage o.a. magazijn , opslagruimte, wc en wasruimte. Op de verdieping was boven de ovenruimte de schilderswerkplaats waar de decors op de biscuit werden aangebracht, verder was er een kantoortje en een kleine opslagruimte bij de schoorsteen. Het gebouw werd na 1935 in twee delen verdeeld, het hoge deel (208A) werd aangekocht door de heren P. Abele en O. Möller die er ook een plateelbakkerij met een onbekende naam in vestigden, het lage deel werd later een garagebedrijf.

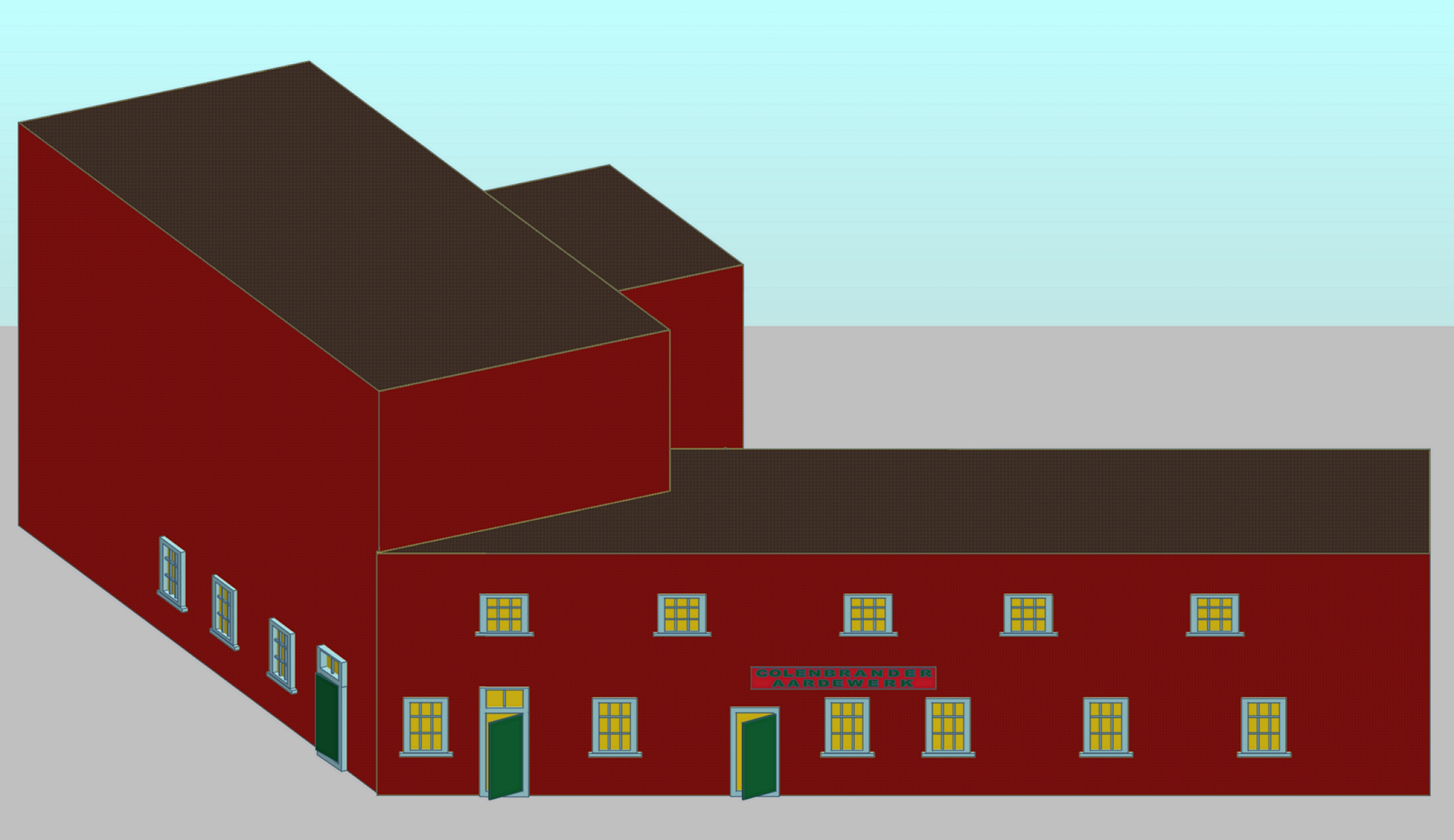
Ram Plateelbakkerij, Schaapsdrift 62, Arnhem
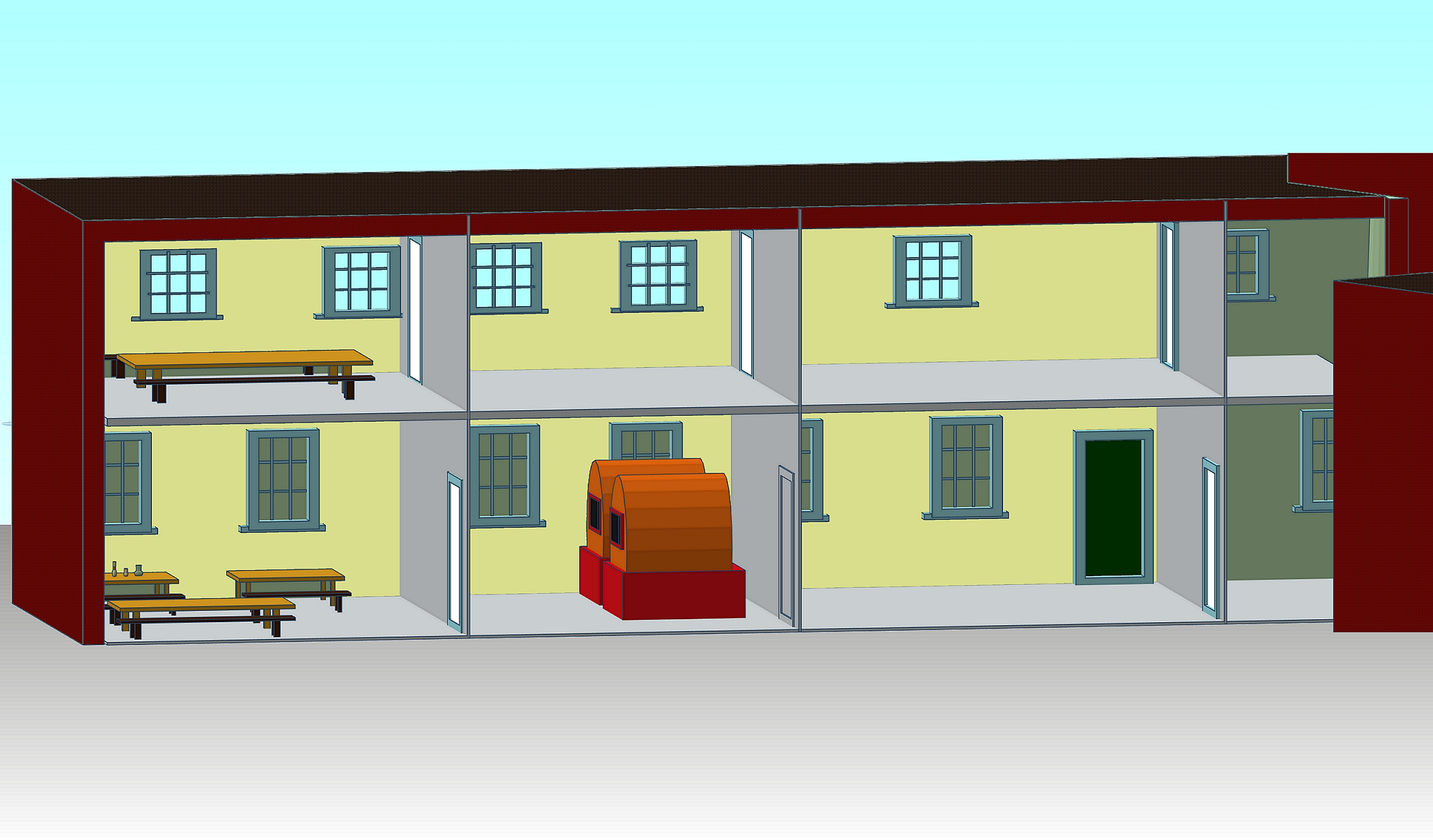
Ram Plateelbakkerij, schaapsdrift 62, Arnhem, opengewerkt
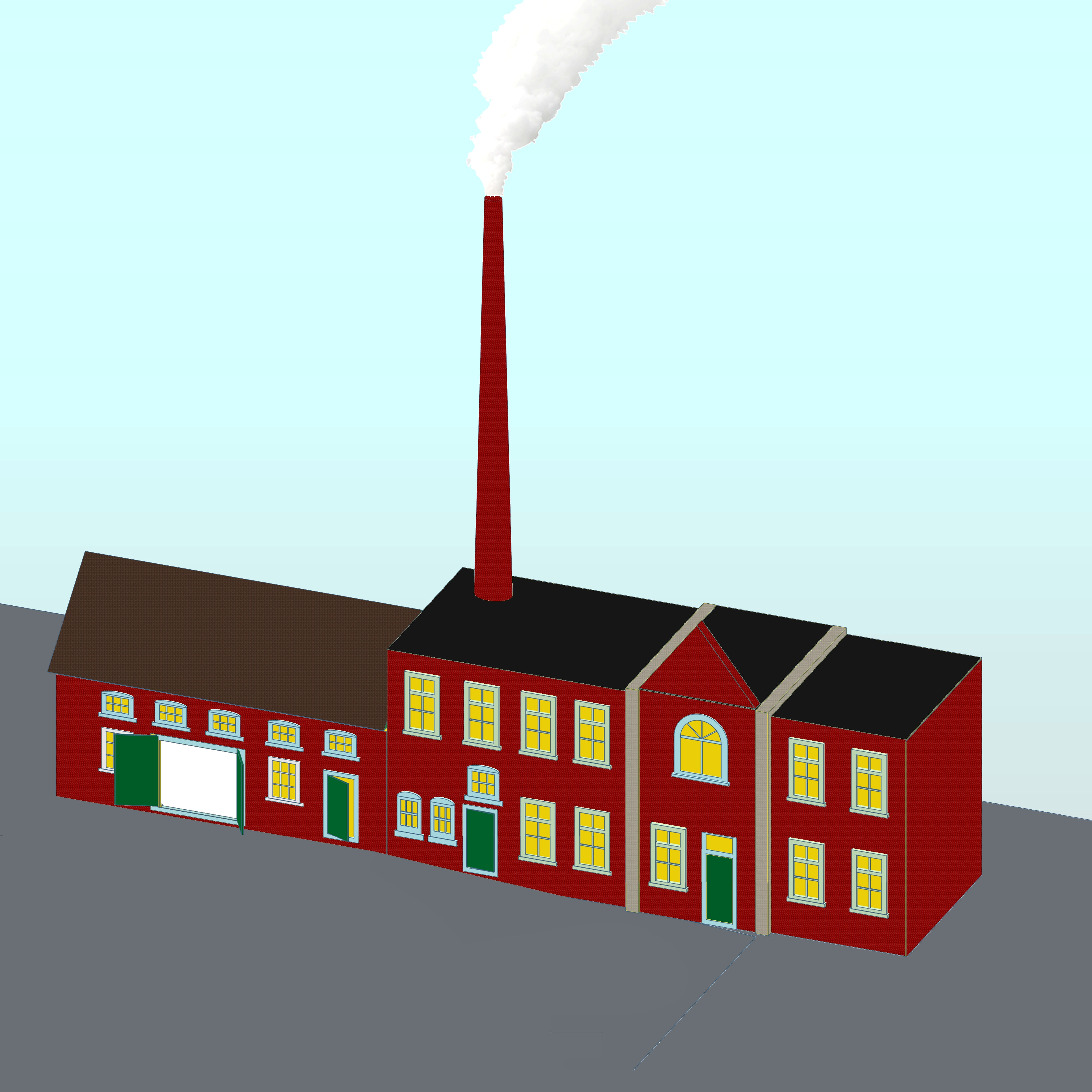
Ram, plateelbakkerij, Amsterdamscheweg 208, Arnhem
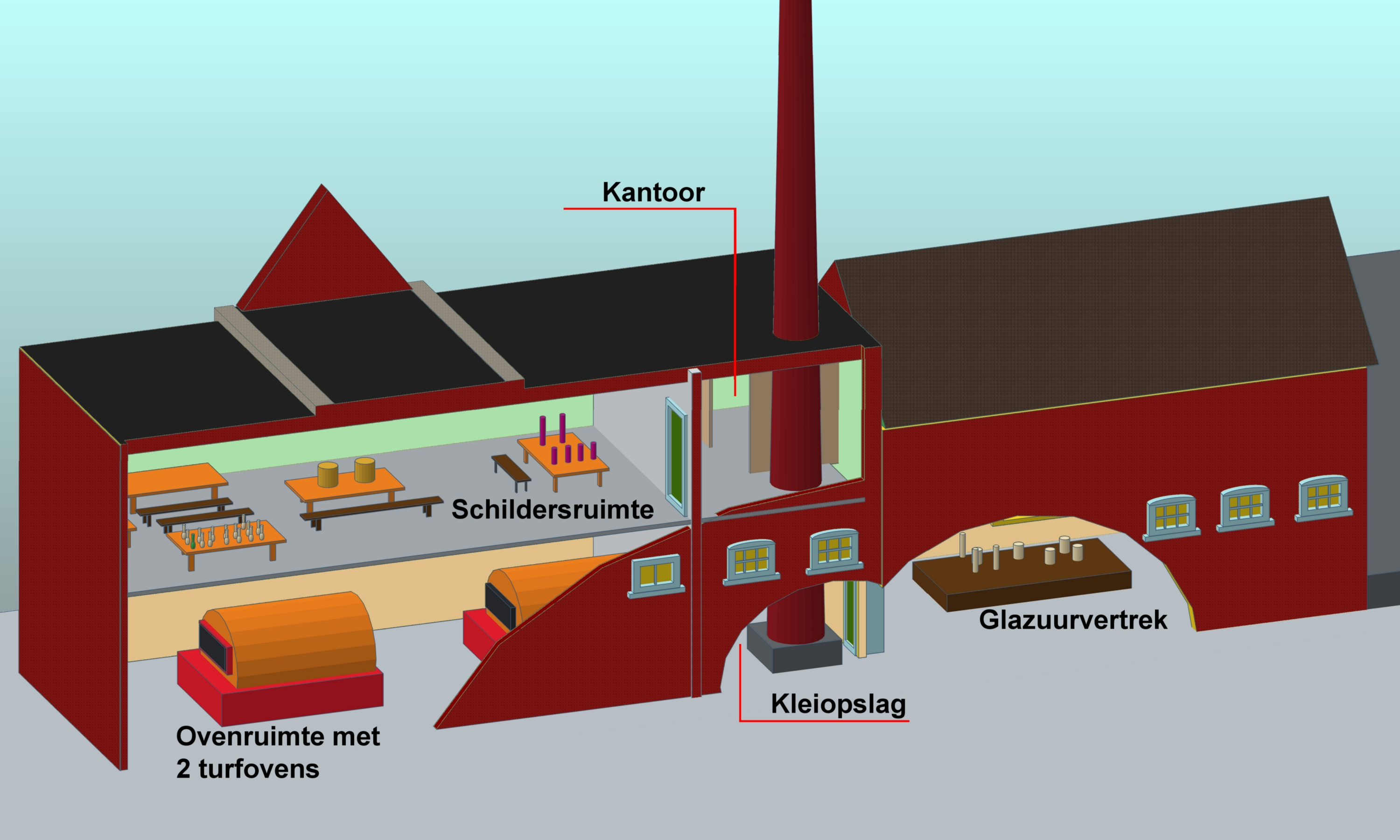
Ram, plateelbakkerij, Amsterdamscheweg 208, Arnhem, opengewerkt

## Ontwerpers
De rol van Colenbrander in de geschiedenis en het voortbestaan van het bedrijf is mede door zijn karakter vrij beperkt gebleven, door hem verkreeg het bedrijf in de beginperiode wel een enorme bekendheid. Na 1925 was er bij verzamelaars weinig belangstelling meer, in 1924 was een grote voorraad uitverkocht op een veiling bij veilinghuis Mak in Amsterdam. Zijn opvolgers hebben er voor gezorgd dat de productie met de tijd meeging en ook commercieel succesvol was.

### Franciscus Johannes Mansveld
Mansveld (1 nov. 1872, Den Haag - 3 dec. 1951, Arnhem) was een gerenommeerd kunstenaar die vele facetten van de kunst meester was en daarnaast ook over een groot zakelijk inzicht beschikte. Hij was dan ook de man die het kwijnende bedrijf nieuw leven inblies en eveneens de ontwerper van een breed scala aan gebruiksvoorwerpen. In 1924 richtte hij de N.V. Plateelbakkerij Ram op en werd eerste directeur samen met Engelberts en van Lerven. Hij slaagde erin voor de raad van commissarissen en groot aantal belangrijke mensen uit de culturele wereld te werven. De raad van Commissarissen bestond uit, Raad van Toezicht: voorzitter dr. Hendrik Enno van Gelder (directeur van het Haags Gemeentemuseum), mr. Jean François van Royen en L. A. Ruys verder prof. Richard Roland Holst, Willem Penaat (directeur van het Museum voor Kunstnijverheid in Haarlem), Cornelis Wilhelmus Hyginus Baard, Dirk Hannema (directeur van Museum Boijmans van Beuningen in Rotterdam),  A. A. G. van Erven Dorens (directeur van het Gemeentemuseum in Arnhem), dr. H. P. Coster en  ir.  Elsje Rappard-Broese van Groenou. Op deze wijze verzekerde Mansveld zich ervan dat ook het kunstzinnig peil niet zou lijden onder de commercie. Van zijn hand zijn in ieder geval een groot aantal serviezen die nog steeds erg in trek zijn bij verzamelaars

### Nicolaas Hendrik van Lerven
Van Lerven ( 28 febr. 1875, Den Haag - 17 sept. 1954, Arnhem) de medeoprichter van Ram was kunsthandelaar, keramist, schilder en restaurateur. Hij ontwierp o.a. theeserviezen, ontbijtserviezen, gebakstellen die werden getoond op de grote Nenijto tentoonstelling in 1928 te Rotterdam.

### Willem van Ham
Van Ham( 10 april 1900, Gouda - 19 juli 1974, Amsterdam) werkte eerst exclusief voor Colenbrander als plateelschilder, later ontwierp hij ook serviesgoed.

### Hendrikus Jan Jansen van Galen
Jansen van Galen (13 mei 1871, Arnhem - 12 juli 1949, Haarlem) was beeldhouwer en ontwerper onder meer van keramiek. Voor Ram werkte hij in de periode 1926 - 1931, er werden van zijn ontwerpen een groot aantal geglazuurde sculpturen op de markt gebracht voornamelijk dier - mensfiguren (ijsbeer, zeehond, hert, dromedaris, zwanen, leraar, pierrot, vrouw met kind enz.).Ook hij ontwierp een aantal serviezen waarvan onderdelen te zien zijn in het Kunstmuseum Den Haag

### Carel Adolph Lion Cachet

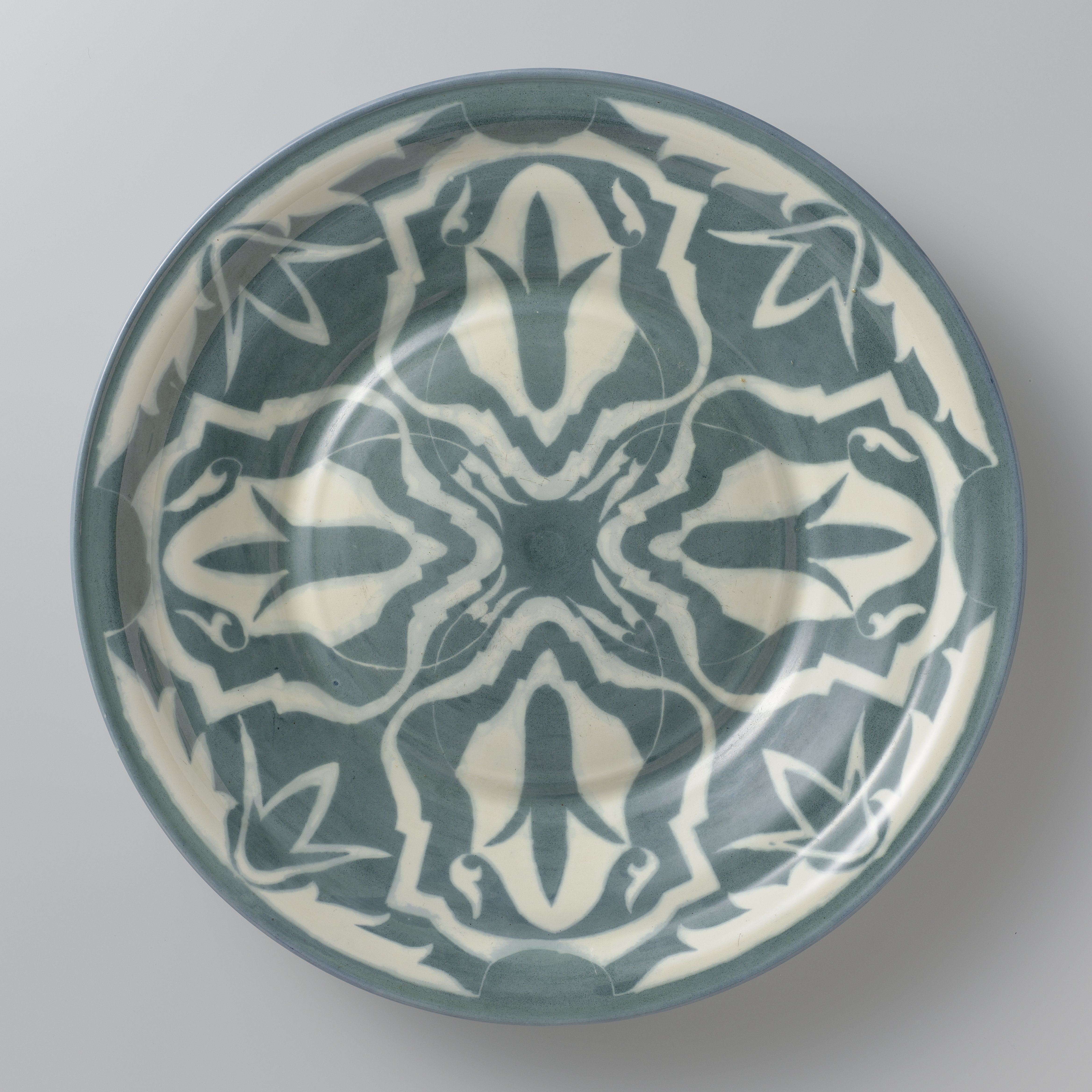
Bord met gestileerd decor in blauw, Lion Cachet

Cachet was een veelzijdig kunstenaar hij maakte vooral grafisch werk. Hij werkte vanaf 1930 ook voor de Ram er is weinig bekend over specifieke ontwerpen van zijn hand.

### Ru de Boer
Ru de Boer was sinds 1946 keramist, hij werkte o.a. bij Potterij Zaalberg in Leiderdorp en vanaf 1957 ook voor de Ram, daarnaast was hij docent aan de kunstacademies in Arnhem en Groningen. Hij was mede-oprichter van Nederlandse Vereniging van Keramisten NVK. Bij de Ram begon hij een moderne kunstafdeling van met de hand gedraaide producten van chamotte klei zo werkte hij geheel zelfstandig binnen het bedrijf en vervaardigde een collectie modern aardewerk.

## Wetenswaardigheden

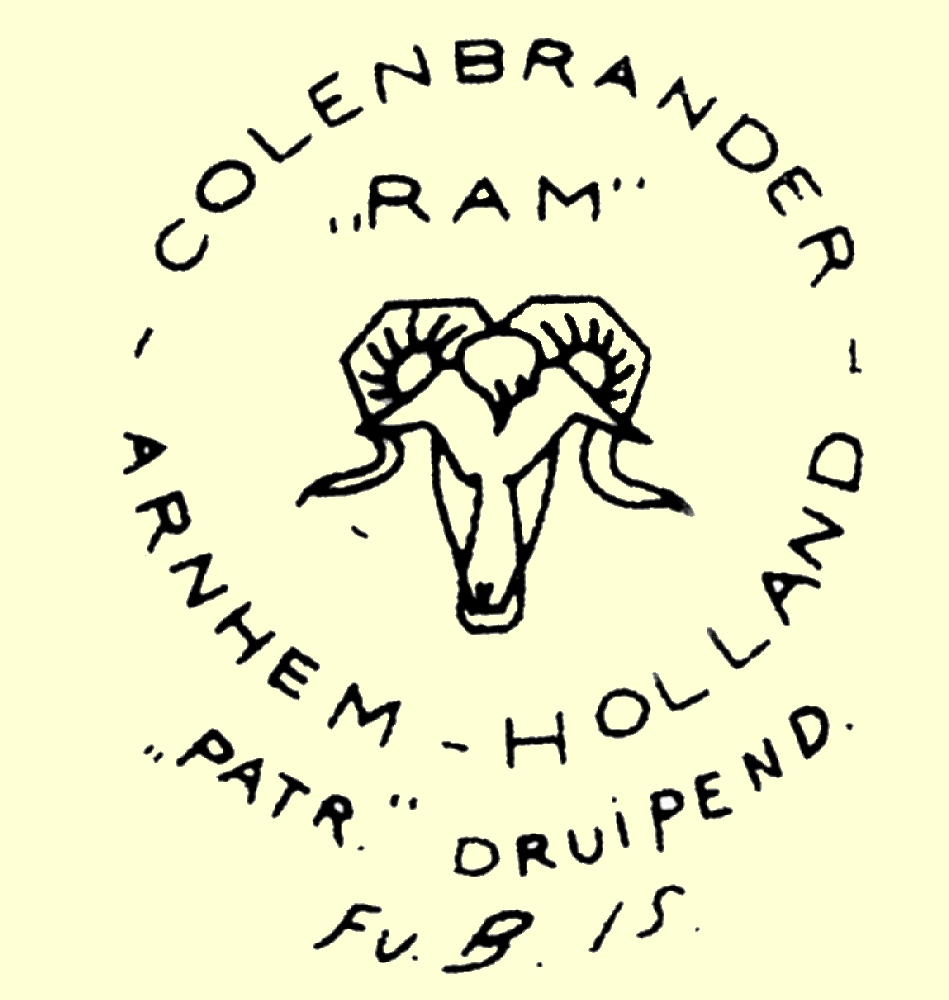
Ram merk Frits van Beest, vervalsing
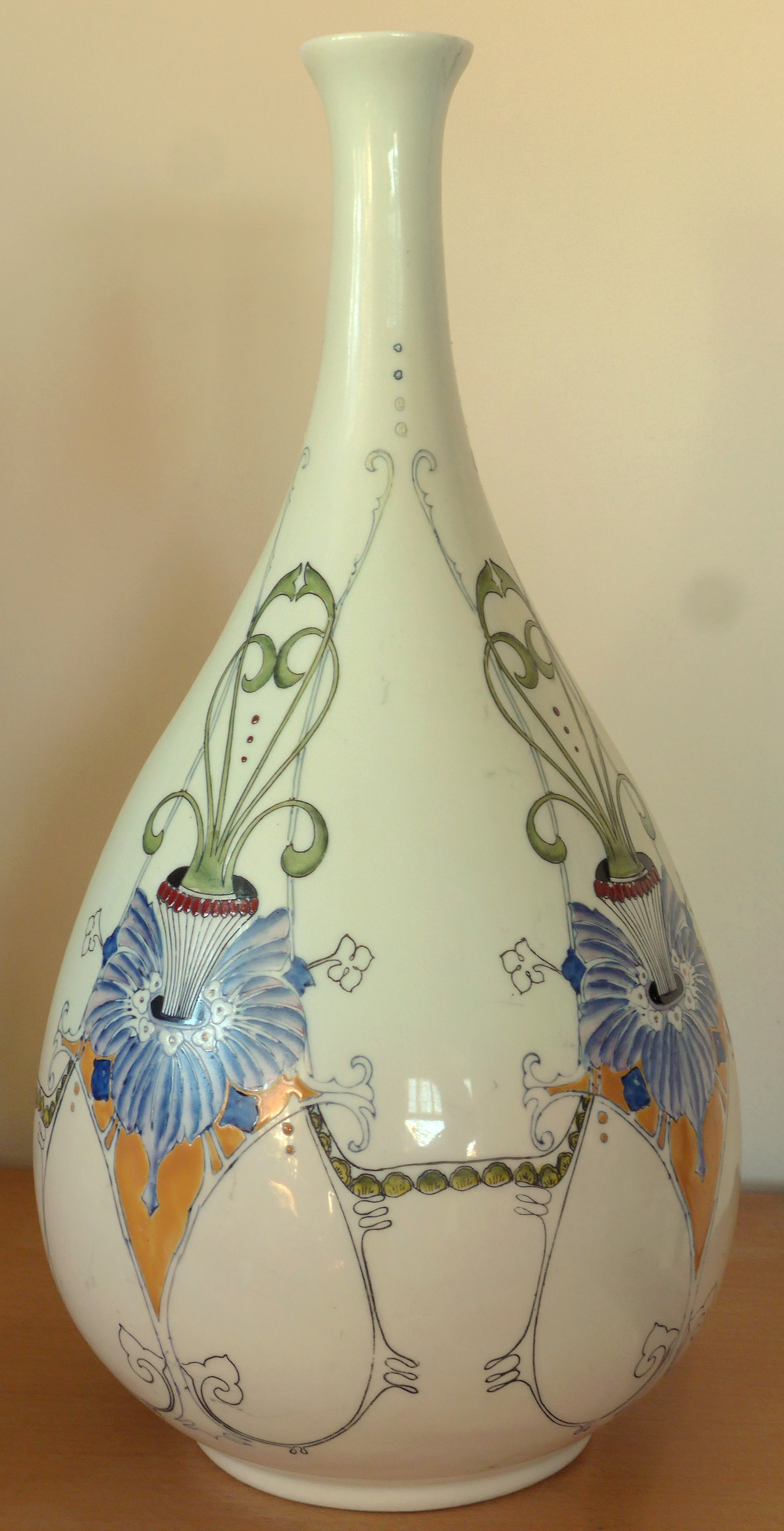
Ram, vaas, Frits van Beest, vervalsing[4][bron?]

- Er komen met name uit China veel vervalsingen op de markt zij dragen het Colenbrander stempel maar het decor wijkt sterk af en het aardewerk is erg zwaar in verhouding tot de authentieke. Bijvoorbeeld een Rozenburg motief gemerkt als Ram, Colenbrander.
- Museum Arnhem bezit een uitgebreide collectie.
- Mien van Lerven, de echtgenote van Henri van Lerven schilderde ook decors. Of zij ook ontwerpen maakte is niet duidelijk. Zij signeerde met M.L.